# César Charún
César Charún (Lima, 25 de octubre de 1970) es un exfutbolista peruano. Se desempeñaba en la posición de defensa.
Actualmente es entrenador del FC Cahusiños en la Copa Perú 2022.

## Biografía
César Charún nació en el distrito de Breña el 25 de octubre de 1970. Es el tercero de cuatro hermanos de la familia formada por Juan Charún y Teófila Pastor. Está casado con Verónica Camero y tiene tres hijos; Joselyn Charún, Cristos Charún y César Charún, este último juega en la división de menores del Deportivo Municipal.

## Trayectoria
Comenzó su carrera en las divisiones menores de Universitario de Deportes. Al cumplir los ocho años de edad, fue a probar suerte al cuadro crema y no le fue mal, interviniendo en varias ocasiones en los campeonatos de calichines y logrando algunos títulos de nivel infantil. A los trece años, decidió ir a probarse a Alianza Lima, jugando hasta los dieciséis años bajo las órdenes del Cholo Castillo. Ante la propuesta del Coronel Bolognesi, de Tacna, viajó en 1987 a jugar la zonal provincial, destacando como marcador. Regresó al año siguiente a Lima, jugando por el Deportivo AELU, de Pueblo Libre; San Agustín, de San Isidro, hasta llegar nuevamente a la U en 1992, saliendo bicampeón en 1993. Inició su carrera en el extranjero viajando a Grecia para jugar en el Paniliakos, luega a El Salvador para jugar por el Municipal Limeño y el Chalatenango. En el año 2006, regresó al Perú para jugar en Unión Huaral y en el UTC.

## Selección nacional
Fue internacional con la selección de fútbol del Perú en doce ocasiones. Debutó el 27 de enero de 1993, en un encuentro amistoso ante la selección de Honduras que finalizó con marcador de 1-1. En 1992 juega por la selección peruana sub-23, en el Torneo Preolímpico de Paraguay. Su último encuentro con la selección lo disputó el 29 de agosto de 1993 en la derrota por 4-0 ante Colombia.

### Participaciones en Copa América
| Copa              | Sede    | Resultado        |
| ----------------- | ------- | ---------------- |
| Copa América 1993 | Ecuador | Cuartos de final |

## Clubes
| Club                       | País        | Año       |
| -------------------------- | ----------- | --------- |
| Coronel Bolognesi          | Perú        | 1987-1988 |
| Deportivo AELU             | Perú        | 1989      |
| San Agustín                | Perú        | 1990-1991 |
| Universitario de Deportes  | Perú        | 1992-1993 |
| Deportivo Municipal        | Perú        | 1994      |
| Deportivo Sipesa           | Perú        | 1995      |
| Deportivo Municipal        | Perú        | 1996      |
| Universitario de Deportes  | Perú        | 1997      |
| Paniliakos FC              | Grecia      | 1998-1999 |
| Sporting Cristal           | Perú        | 1999      |
| Municipal Limeño           | El Salvador | 2000      |
| Estudiantes de Medicina    | Perú        | 2001      |
| Cienciano                  | Perú        | 2002      |
| Municipal Limeño           | El Salvador | 2003      |
| FBC Melgar                 | Perú        | 2003-2004 |
| Deportivo Chalatenango     | El Salvador | 2005      |
| Unión Huaral               | Perú        | 2006      |
| Univ. Técnica de Cajamarca | Perú        | 2007-2008 |
| Hijos de Acosvinchos       | Perú        | 2009      |
| Atlético Minero            | Perú        | 2010      |
| Atlético Torino            | Perú        | 2011      |

## Palmarés

### Campeonatos nacionales
| Título                    | Club                      | País | Año  |
| ------------------------- | ------------------------- | ---- | ---- |
| Primera división del Perú | Universitario de Deportes | Perú | 1992 |
| Primera división del Perú | Universitario de Deportes | Perú | 1993 |